# Мережа європейських автошляхів

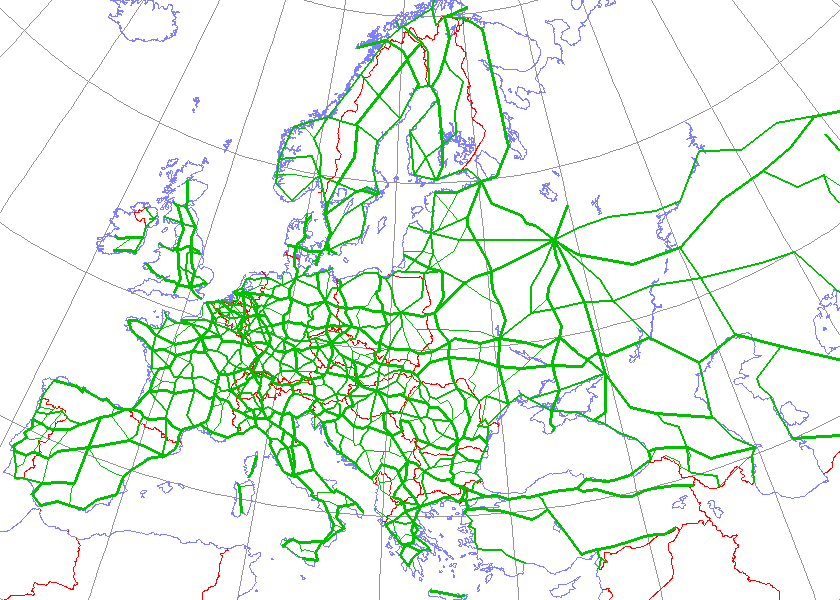
Мережа європейських шляхів у межах 1990 року

Європейська автомобільна дорога (автомобільна дорога з індексом Е) — частина єдиної Європейської транспортної системи. Система нумерації E-шляхів розроблена Європейською економічною комісією ООН. Шляхи пронумеровані від Е1 і перетинають міждержавні кордони країн Європи. Шляхи досягають також Середньоазійських країн, таких як Киргизстан, бо вони також є членами ЄЕК ООН.
Більшість країн суміщають національну нумерацію доріг з європейською. Проте деякі країни, такі як Бельгія, Данія, Норвегія та Швеція розрізняють загальноєвропейські і національні шляхи (наприклад, E18 та E6).
Інші частини світу мають аналогічні мережі шляхів: Панамериканське шосе в Америці, Трансафриканська мережа автомагістралей в Африці, Міжнародна азійська мережа в Азії.

## Історія
Європейська економічна комісія ООН була створена в 1947 році, і перший основний закон, для поліпшення транспортної мережі № 1264 від 16 вересня 1950 року, підписаний в Женеві, називався «Декларація про спорудження міжнародних автомагістралей», яка визначила першу європейську нумерацію автошляхів. До цієї декларації було внесено кілька змін, до 15 листопада 1975 року, коли декларація була замінена Європейською угодою про міжнародні автомагістралі, яка позначила єдину систему нумерацію загальноєвропейських шляхів. Останні значні зміни були внесені в 1992 році.

## Система нумерації

Дорожній знак, який позначає європейську трасу E 40.

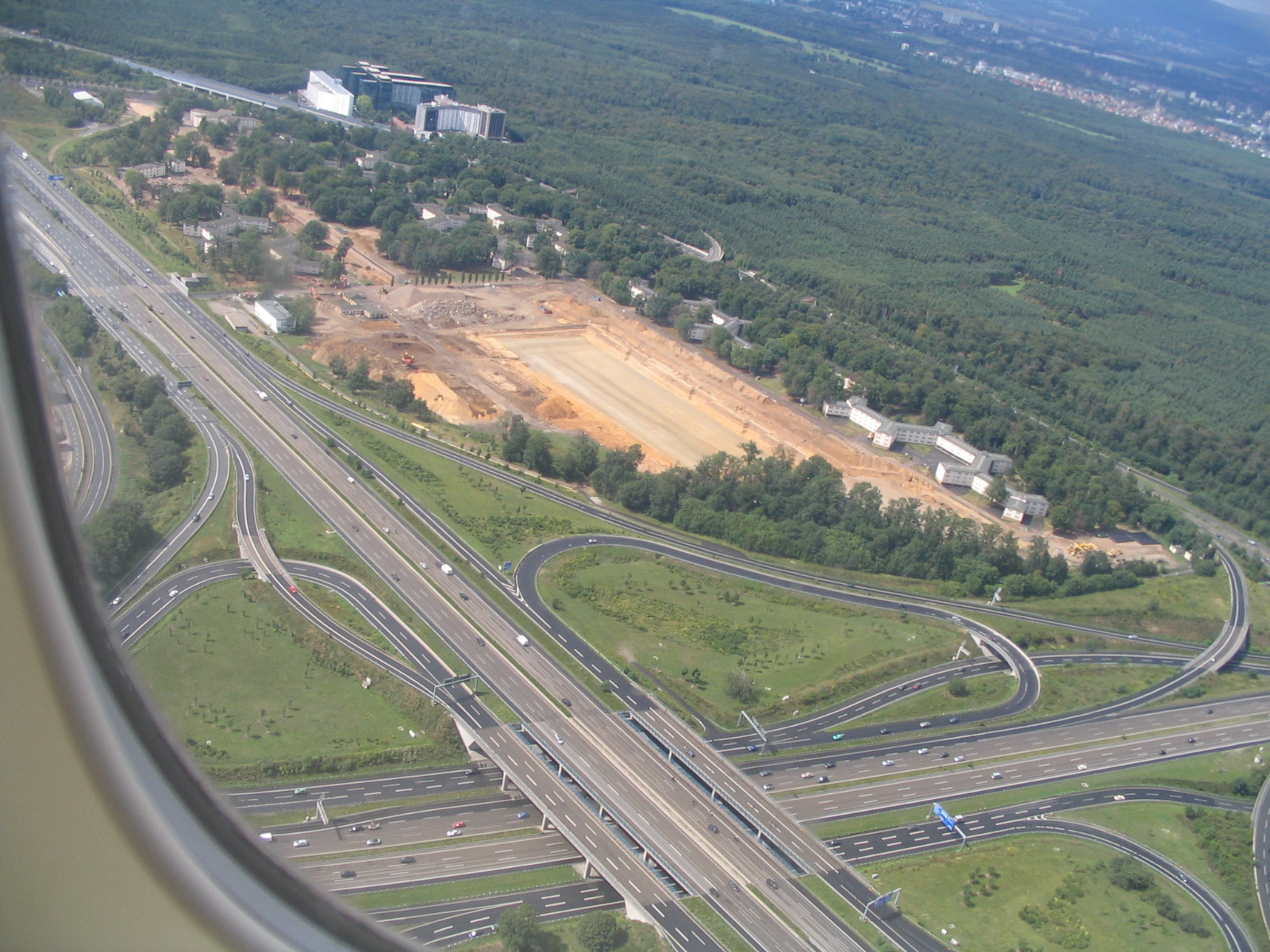
Перетин автошляхів E 42 і E 451 біля Франкфуртського міжнародного аеропорту

Система нумерація європейських автошляхів наразі поділяються таким чином:
1. Основні та проміжні дороги, іменовані дорогами класу A, мають двозначні номери; відгалуження і сполучні дороги, іменовані дорогами класу B, мають тризначні номери.
2. Основні дороги північно-південного напрямку мають двозначні непарні номери, закінчуються цифрою 5 і зростаючі з заходу на схід. Основні дороги східно-західного напрямку мають двозначні парні номери, що закінчуються цифрою 0 і зростаючі з півночі на південь. Проміжні дороги мають відповідно двозначні непарні та двозначні парні номери, укладені між номерами тих основних доріг, між якими вони розташовані. Дороги класу B мають тризначні номери, причому перша цифра збігається з номером найближчої основної дороги, розташованої на північ від даної дороги B, а друга цифра збігається з номером найближчій основної дороги, розташованої на захід від згаданої дороги B; третя цифра є порядковим номером.
3. Дороги класу A північно-південного напрямку, розташовані на схід від дороги E 99, мають тризначні непарні номери від 101 до 129. До цих дорогах застосовуються і інші правила, згадані в пункті 2 вище.
4. Відгалуження і сполучні дороги, розташовані на схід від дороги Е 101, мають тризначні номери, що починаються з 0 — від 001 до 099.

## Шляхи класу А

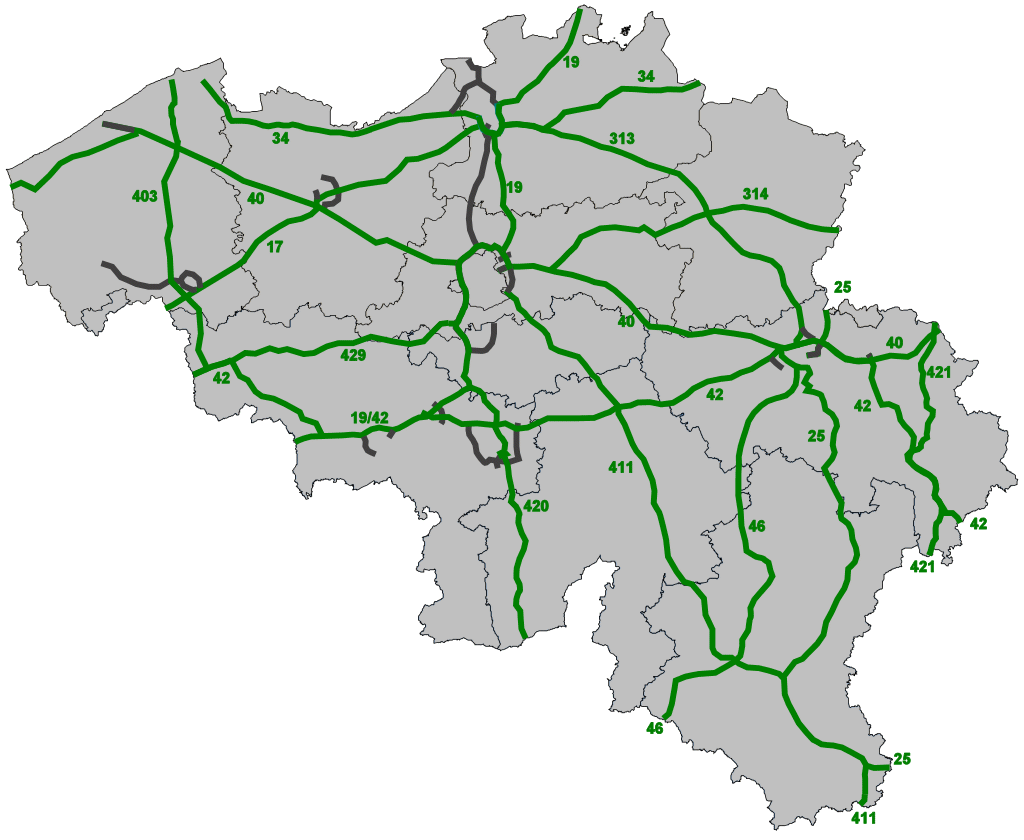
Мережа європейських шляхів в Бельгії

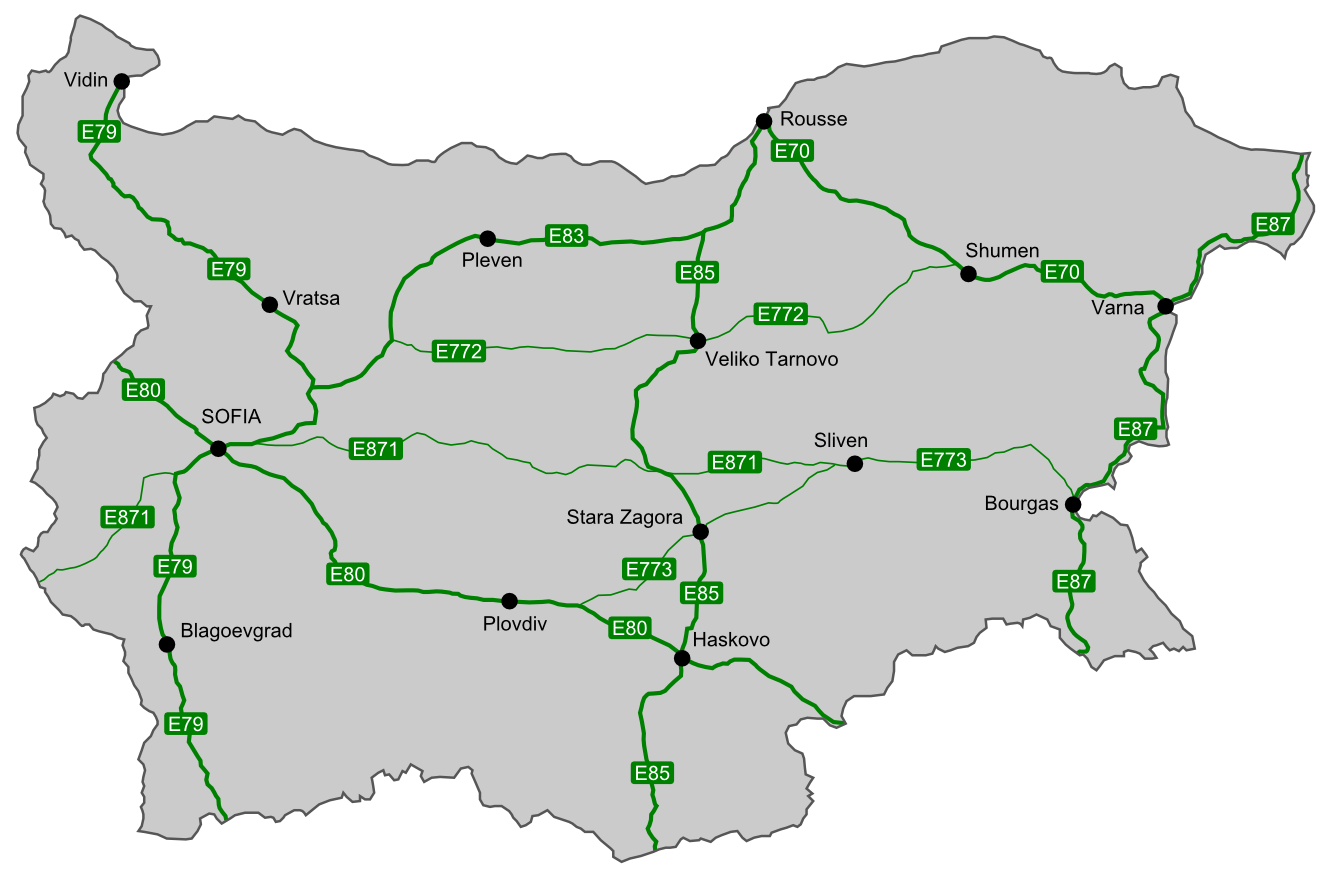
Мережа європейських шляхів в Болгарії

Мережа європейських шляхів в Естонії

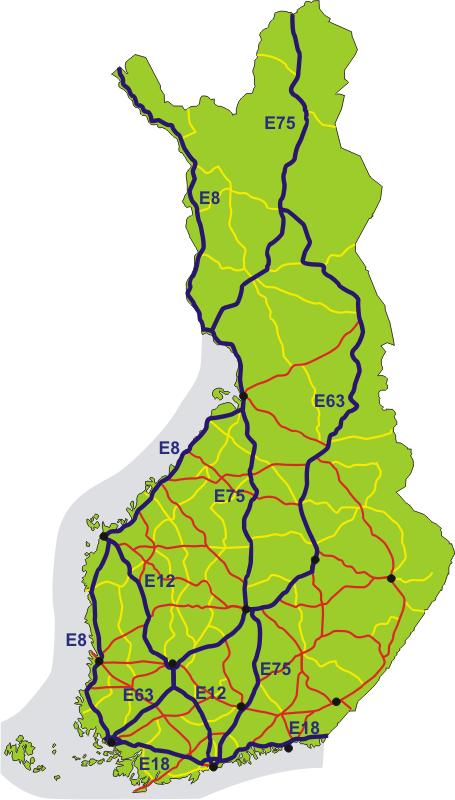
Мережа європейських шляхів в Фінляндії

### Напрям захід-схід

#### Основні дороги

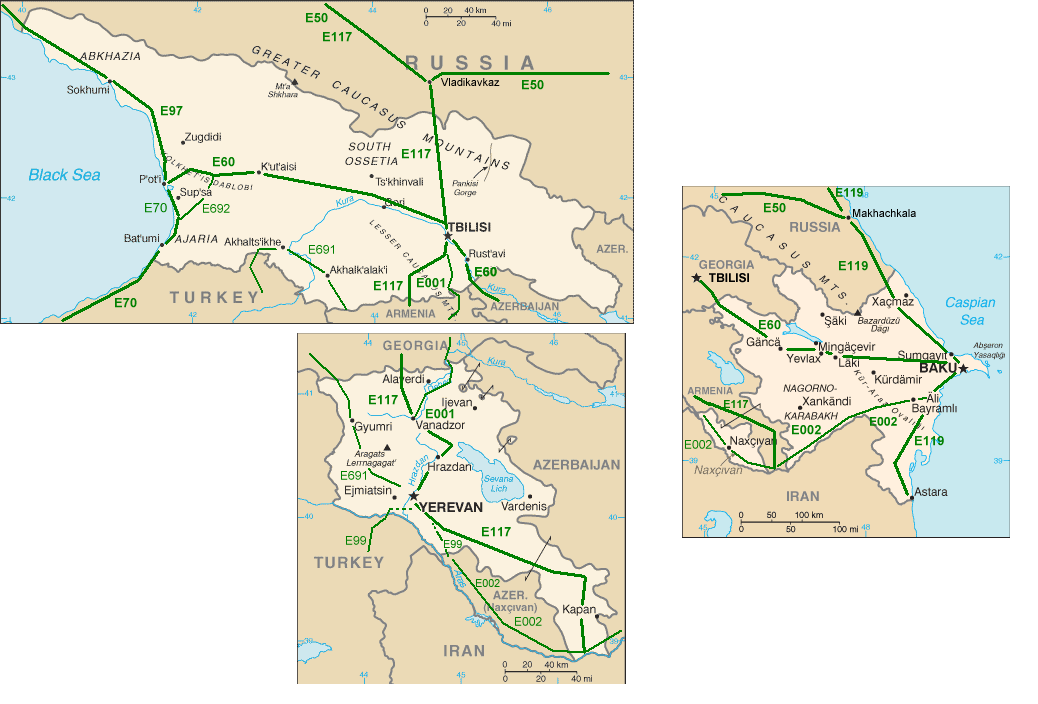
Мережа європейських шляхів в Грузії, Вірменії і Азербайджані

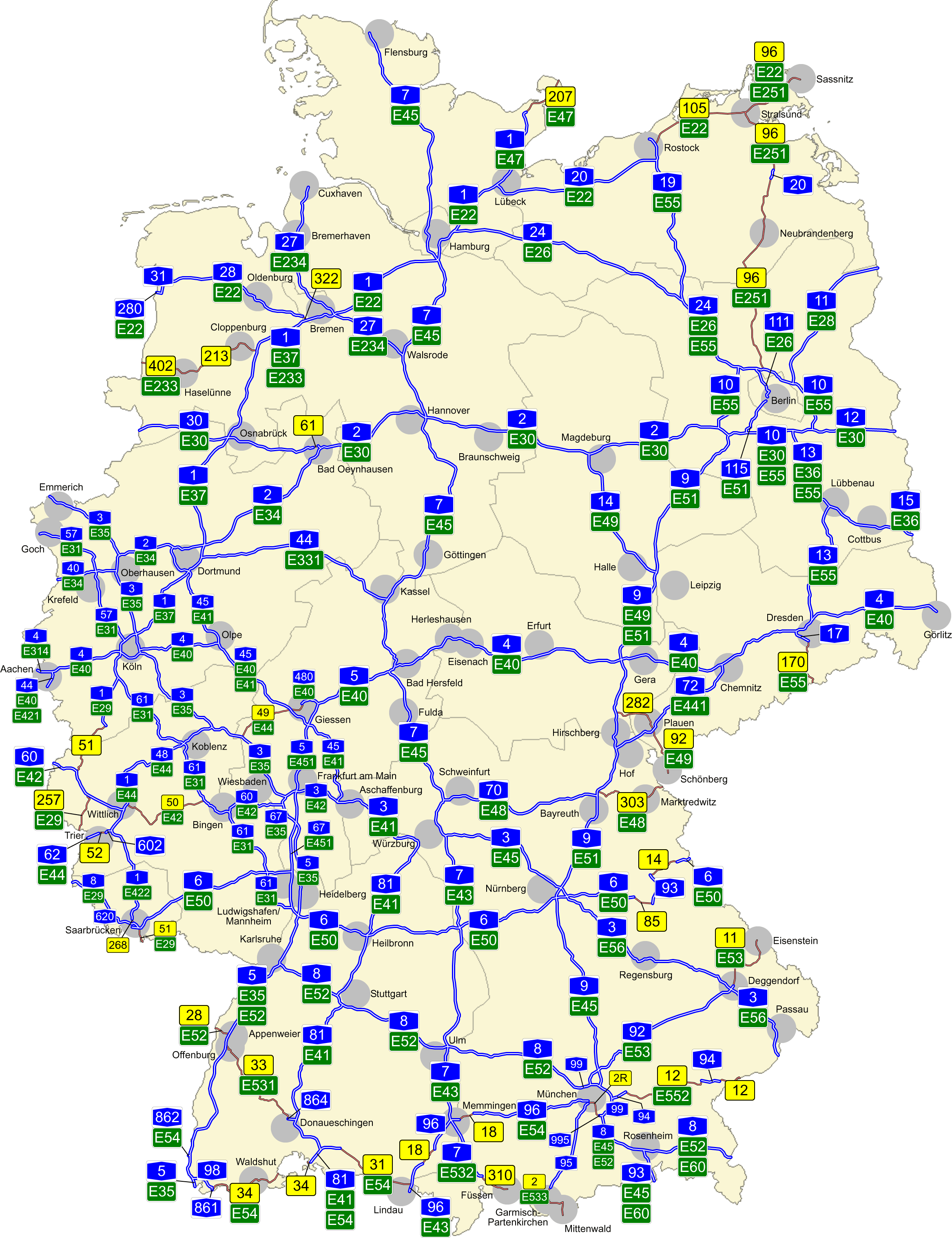
Мережа європейських шляхів в Німеччині

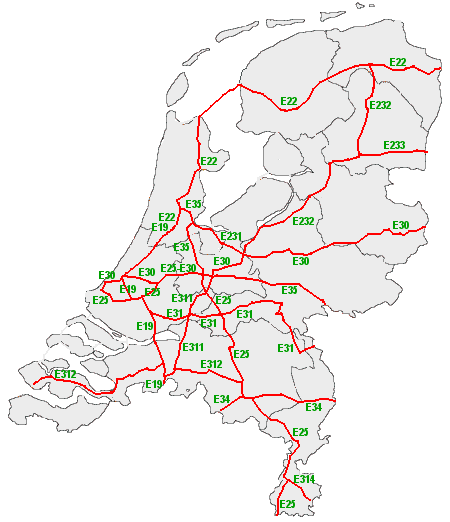
Мережа європейських шляхів в Нідерландах

Мережа європейських шляхів в Польщі

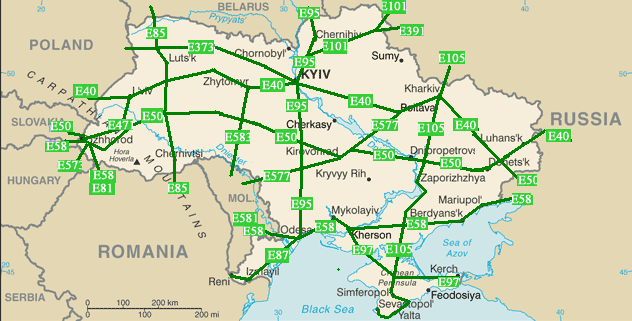
Мережа європейських шляхів в Україні

- Довжина 850 км: О — Лекнес[en] — Свольвер — Гуллєсфьордботн[en] — Евенес[en] — Б'єрквік[en] — Кіруна — Торе[en] — Лулео
- Довжина 1880 км: Шаннон[en] — Лімерік … Порт-Ліїше — Дублін … Ліверпуль — Манчестер — Лідс — Кінґстон-Апон-Галл … Есб'єрґ — Коллінґ — Міддельфарт[en] — Оденсе — Корсер[en] — Копенгаген — Мальме — Гельсінґборґ — Гальмстад — Ґетеборґ — Еребру — Арбуґа — Ескільстуна — Седертельє — Стокгольм … Таллінн — Нарва — Санкт-Петербурґ
- Довжина 6050 км: Корк — Вексфорд — Суонсі — Кардіфф — Ньюпорт — Бристоль — Лондон — Гаага — Утрехт — Амерсфорт — Генгело — Оснабрюк — Мелле — Ганновер — Магдебург — Берлін — Франкфурт-на-Одері — Познань — Варшава — Берестя — Мінськ — Москва — Рязань — Пенза — Сизрань — Жигульовськ — Тольятті — Уфа — Міас — Челябінськ — Курган — Петропавловськ — Омськ
- Довжина 8500 км: Кале — Остенде — Брюгге — Гент — Брюссель — Левен — Льєж — Аахен — Кельн — Ольпе — Вецлар — Гіссен — Бад-Герсфельд — Айзенах — Ерфурт — Гера — Хемніц — Дрезден — Герліц — Легниця — Вроцлав — Ополе — Гливиці — Катовиці — Краків — Львів — Рівне — Житомир — Київ — Харків — Луганськ — Волгоград — Астрахань — Атирау — Кунград — Нукус — Дашогуз — Бухара — Навої — Самарканд — Джиззак — Ташкент — Шимкент — Тараз — Бішкек — Алмати — Талдикорган — Ушарал — Таскескен — Аягоз — Усть-Каменогорськ — Ріддер
- Довжина 5100 км: Брест — Сен-Бріє — Ренн — Лаваль — Ле-Ман — Шартр — Париж — Реймс — Шалон-ан-Шампань — Мец — Кайзерслаутерн — Людвігсгафен — Мангайм — Гайльбронн — Фойхтванген — Нюрнберг — Арнсберг — Пльзень — Прага — Їглава — Брно — Тренчин — Жиліна — Пряшів — Кошиці — Ужгород — Мукачеве — Стрий — Тернопіль — Хмельницький — Вінниця — Умань — Кропивницький — Олександрія — Дніпро — Павлоград — Донецьк — Єнакієве — Дебальцеве — Шахти — Ростов-на-Дону — Армавір — Мінеральні Води — Махачкала
- — 6200 км: Брест — Лор'ян — Ванн — Нант — Анже — Тур — Орлеан — Монтаржі — Куртене — Оксерр — Бон — Доль — Безансон — Бельфор — Мюлуз — Базель — Цюрих — Вінтертур — Санкт-Галлен — Санкт-Маргретен — Брегенц — Фельдкірх — Ландек — Тельфс — Інсбрук — Лаутерах — Розенгайм — Бад-Райхенгалль — Зальцбург — Заттледт[en] — Лінц — Санкт-Пельтен — Відень — Нікельсдорф — Мошонмадьяровар — Дьєр — Будапешт — Сольнок — Пюшпекладань — Орадя — Клуж-Напока — Турда — Тирґу-Муреш — Брашов — Плоєшті — Бухарест — Урзічень — Слобозія — Гиршова — Констанца — Аджиджа … Поті — Самтредіа — Хашурі — Тбілісі — Гянджа — Євлах — Баку … Туркменбаші — Сердар — Ашгабат — Теджен — Мари — Туркменабат — Алат — Бухара — Карші — Гузар — Шерабад[en] — Термез — Душанбе — Джиргаталь[en] — Сари-Таш[en] — Іркештам
- — 4550 км: Ла-Корунья — Більбао — Сан-Себастьян — Бордо — Клермон-Ферран — Ліон — Шамбері — Суза — Турин — Алессандрія — Тортона — Брешія — Верона — Местре — Пальманова — Трієст — Постойна — Любляна — Загреб — Славонський-Брод — Белград — Вршаць — Тімішоара — Дробета-Турну-Северин — Крайова — Александрія — Бухарест — Джурджу — Русе — Разґрад — Шумен — Варна … Самсун — Орду — Ґіресун — Трабзон — Батумі — Поті
- — 5600 км: Лісабон — Сантарен — Лейрія — Коїмбра — Авейру — Алберґария-а-Велья — Візеу — Ґуарда — Вілар — Формозу — Саламанка — Вальядолід — Бурґос — Сан-Себастьян — По — Тулуза — Нарбонн — Нім — Екс-ан-Прованс — Ніцца — Вентімілья — Савона — Генуя — Спеція — Мільярино — Ліворно — Гроссето — Чівітавеккія — Рим — Пескара … Дубровник — Петровац — Подгориця — Приштина — Ніш — Дімітровґрад — Софія — Пловдив — Свіленґрад — Едірне — Бабаескі[en] — Сіліврі — Стамбул — Ізміт — Адапазари — Болу — Ґереде[en] — Ілґаз[en] — Амасья — Ніксар[en] — Решадіє[en] — Ерзінджан — Ашкале[en] — Ерзурум — Агри — Гюрбулак[en] — Іран
- — 4770 км: Лісабон — Монтіжу — Сетубал — Евора — Каіа — Бадахос — Мадрид — Сарагоса — Леріда — Барселона … Мацара-дель-Валло — Алькамо — Палермо — Буонфорнелло[it] — Мессіна … Реджо-Калабрія — Катандзаро — Кротоне — Сібарі[en] — Метапонто[en] — Таранто — Бриндізі … Ігумениця — Яніна — Козані — Салоніки — Александруполіс — Іпсала[en] — Кешан — Геліболу … Ляпсекі — Бурса — Ескішехір — Сіврігісар — Анкара — Аксарай — Адана — Русахінілі — Ґазіантеп — Урфа — Нусайбін — Джизре — Хабур — Ірак

#### Проміжні дороги

Мережа європейських шляхів в Румунії

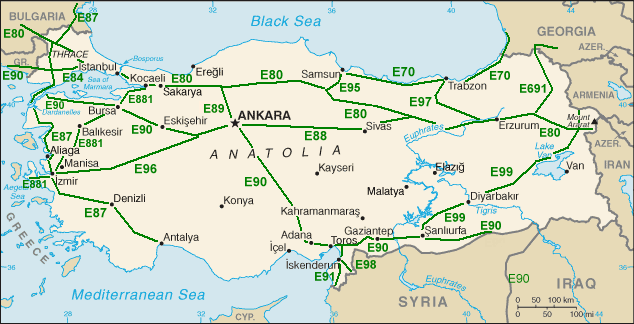
Мережа європейських шляхів в Туреччині

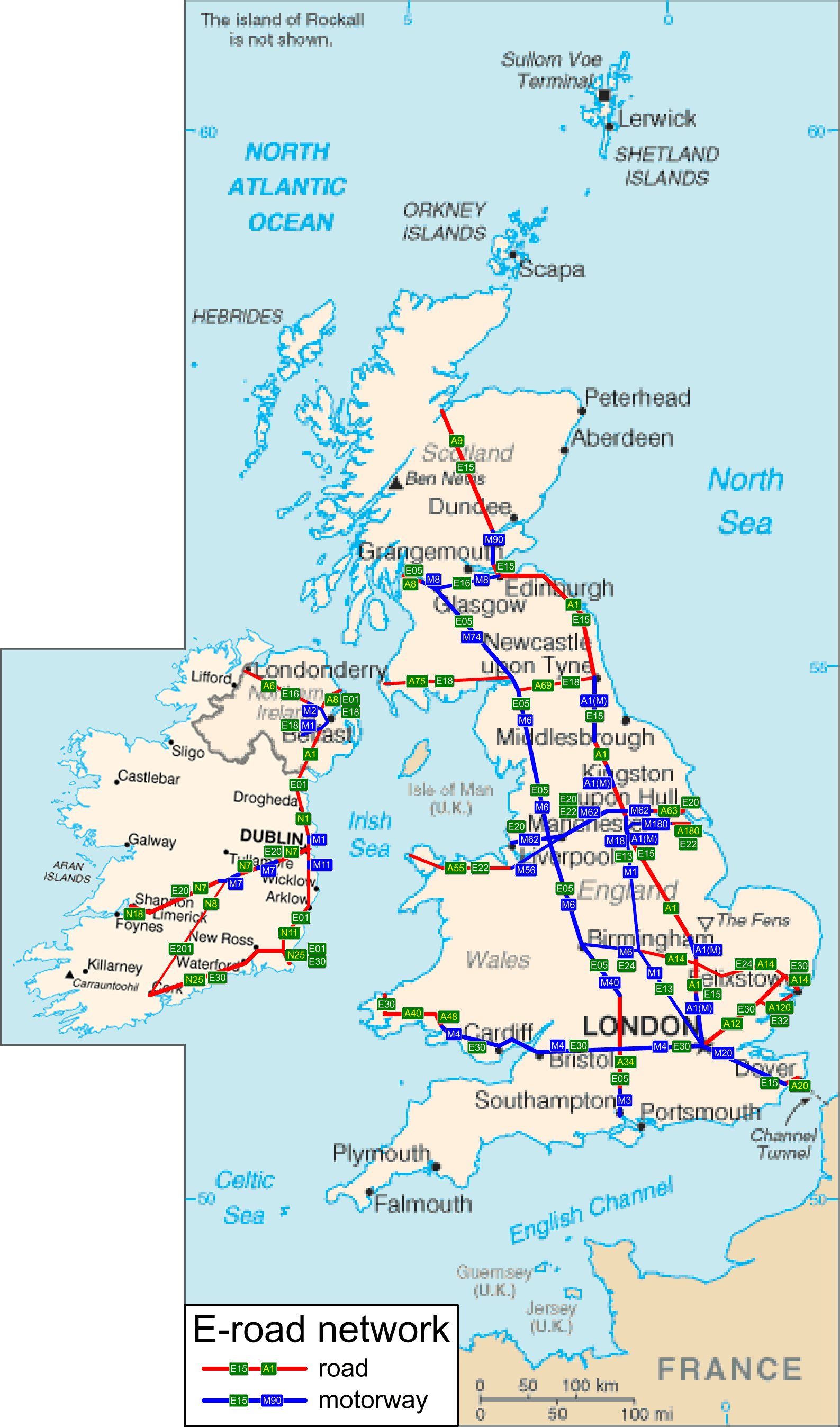
Мережа європейських шляхів в Великій Британії та Ірландії

- E 02 — номер не використовується
- — 1590 км: Гельсінґборґ — Йончепінґ — Лінчепінґ — Норрчепінґ — Седертельє — Стокгольм — Уппсала — Сундсвалль — Ерншельдсвік — Умео — Лулео — Гапаранда — Торніо — Кемі
- — 3120 км: Треллеборґ — Мальме — Гельсінґборґ — Галмьстад — Гетеборг — Осло — Гамар — Ліллегаммер — Думбос — Тронгейм — Стьердальсхальсен — Стейнх'єр — Мушеен — Му-і-Рана — Рогнан — Фауске … Балланген — Нарвік — Сетермоєн — Алта — Олдерфьорд — Лакселв — Карасйокка — Варангерботі — Кіркенес[3]
- — 1410 км: Тромсе — Нордкесботн — Шіботн — Кільпіс'ярві — Коларі — Торніо — Кемі — Оулу — Коккола — Вааса — Порі — Турку
- E 12 — 910 км: Му-і-Рана — Умео … Вааса — Тампере — Гямеенлінна — Гельсінкі
- Е 14 — 460 км: Тронгейм — Стьердальсхальсен — Естерсунд — Сундсвалль
- E 16 — 710 км: Лондондеррі — Белфаст … Глазго — Единбург … Берген — Арна — Восс … Лердалсейрі — Тюін — Фаґернес — Хенефосе — Сандвика — Осло
- E 18 — 1890 км: Крейгавон — Белфаст — Ларн … Странрар — Гретна — Карлайл — Ньюкасл … Крістіансанн — Арендал — Порсґрунн — Ларвік — Саннефіорд — Гортен — Драммен — Осло — Аскім — Карлстад — Еребру — Арбуґа — Вестерос — Стокгольм/Капелльшер … Марієгамн … Турку/Наанталі — Гельсінкі — Котка — Ваалімаа — Виборг — Санкт-Петербург
- E 22 — 5320 км: Холіхед — Честер — Воррінґтон — Манчестер — Лідс — Донкастер — Іммінгем … Амстердам — Гронінген — Ольденбург — Бремен — Гамбург — Любек — Росток — Штральзунд — Зассніц … Треллеборг — Мальме — Кальмар — Норрчепінг … Вентспілс — Рига — Резекне — Великі Луки — Москва — Владимир — Нижній Новгород — Казань — Єлабуга — Перм — (Азія) — Єкатеринбург — Тюмень — Ішим
- E 24 — 230 км: Бірмінгем — Кембридж — Іпсвіч
- E 26 — 280 км: Гамбург — Берлін
- E 28 — 1230 км: Берлін — Щецін — Голенюв — Кошалін — Слупськ — Гдиня — Гданськ — Калінінград — Талпакі — Нєстєров — Маріямполе — Вільнюс — Мінськ
- E 32 — 30 км: Колчестер — Гарідж
- E 34 — 470 км: Зебрюґґе — Антверпен — Ейндговен — Венло — Обергаузен — Дортмунд — Бад-Ейнгаузен
- E 36 — 220 км: Берлін — Люббенау — Коттбус — Легниця
- E 38 — 3359 км: --> Глухів — Курськ — Воронеж — Саратов — Уральськ — Актобе — Карабутак — Арал — Айтеке Бі — Кизилорда — Шимкент
- E 42 — 620 км: Дюнкерк — Лілль — Монс — Шарлеруа — Намюр — Льєж — Сент-Віт — Віттліх — Бінген-на-Рейні — Вісбаден — Франкфурт-на-Майні — Ашаффенбург
- E 44 — 780 км: Гавр — Ам'єн — Шарлевіль-Мезьєр — Люксембург — Трір — Кобленц — Ветцлар — Ґіссен
- E 46 — 720 км: Шербур-Октевіль — Кан — Руан — Реймс — Шарлевіль-Мезьєр — Льєж
- E 48 — 350 км: Швайнфурт — Байройт — Марктредвіц — Хеб — Карлові Вари — Прага
- E 52 — 520 км: Страсбур — Аппенваєр — Карлсруе — Штутгарт — Ульм — Мюнхен — Зальцбург
- E 54 — 860 км: Париж — Шомон — Мюлуз — Базель — Вальдсхут-Тінген — Ліндау — Мюнхен
- E 56 — 310 км: Нюрнберг — Регенсбург — Пассау — Вельс — Заттледт
- E 58 — 2200 км: Відень — Братислава — Зволен — Кошиці — Ужгород — Мукачеве — Халмеу — Сучава — Ясси — Скулень — Кишинів — Одеса — Миколаїв — Херсон — Мелітополь — Таганрог — Ростов-на-Дону
- E 62 — 1290 км: Нант — Пуатьє — Макон — Женева — Лозанна — Мартіньї — Сьйон — Сімплон — Гравеллона-Точе — Мілан — Тортона — Генуя
- E 64 — 240 км: Турин — Мілан — Брешія
- E 66 — 650 км: Фортецца — Сан-Кандідо — Шпітталь-ан-дер-Драу — Філлах — Клагенфурт — Грац — Веспрем — Секешфегервар
- E 68 — 510 км: Сегед — Арад — Дева — Сібіу — Брашов
- E 72 — 250 км: Бордо — Тулуза
- E 74 — 240 км: Ніцца — Кунео — Асті — Алессандрія
- E 76 — 80 км: Піза — Мільярино — Флоренція
- E 78 — 270 км: Гроссето — Ареццо — Сансеполькро — Фано
- E 82 — 380 км: Порту — Віла-Реал — Браганса — Самора — Тордесільяс
- E 84 — 150 км: Кешан — Текірдаґ — Сіліврі
- E 86 — 200 км: Крісталопігі — Флорина — Веві — Гефіра
- E 88 — 640 км: Анкара — Йозґат — Сівас — Рефагіє
- E 92 — 320 км: Ігумениця — Яніна — Трикала — Лариса — Волос
- E 94 — 110 км: Коринф — Мегара — Елефсіс — Афіни.
- E 96 — 440 км: Ізмір — Ушак — Афйон — Сіврігісар
- E 98 — 60 км: Топбоґазі — Кирикган — Рейханли → Сирія

### Напрям північ-південь

#### Основні дороги
- E 05 — 2960 км: Грінок — Глазго — Престон — Бірмінгем — Саутгемптон … Гавр — Париж — Орлеан — Бордо — Сан-Себастьян — Бурґос — Мадрид — Севілья — Альхесірас
- E 15 — 3590 км: Інвернесс — Перт — Единбург — Ньюкасл — Лондон — Фолкстон — Дувр … Кале — Париж — Ліон — Оранж — Нарбонн — Жирона — Барселона — Таррагона — Кастельйон-де-ла-Плана — Валенсія — Аліканте — Мурсія — Альмерія — Малага — Альхесірас
- E 25 — 1830 км: Гук-ван-Голланд — Роттердам — Ейндговен — Маастрихт — Льєж — Бастонь — Арлон — Люксембург — Мец — Сент-Авольд — Страсбур — Мюлуз — Базель — Ольтен — Берн — Лозанна — Женева — Мон-Блан — Аоста — Івреа — Верчеллі — Алессандрія — Генуя … Бастія — Порто-Веккйо — Боніфачо … Порто-Торрес — Сассарі — Кальярі … Палермо
- E 35 — 1660 км: Амстердам — Утрехт — Арнем — Еммеріх-на-Рейні — Обергаузен — Кельн — Франкфурт-на-Майні — Гайдельберг — Карлсруе — Оффенбург — Базель — Ольтен — Люцерн — Альтдорф — Сен-Готард — Беллінцона — Луґано — К'яссо — Комо — Мілан — П'яченца — Парма — Модена — Флоренція — Рим
- E 45 — 4920 км: Каресуандо — Арвідсьяур — Естерсунд — Мура — Сеффле — Гетеборг … Фредеріксгавн — Ольборґ — Орхус — Вайле — Коллінґ — Фреслев — Фленсбурґ — Гамбург — Ганновер — Ґеттінґен — Кассель — Фульда — Вюрцбурґ — Нюрнберг — Мюнхен — Розенгайм — Вергль — Інсбрук — Бреннеро — Фортецца — Больцано — Тренто — Верона — Модена — Болонья — Чезена — Перуджа — Фьяно-Романо — Неаполь — Салерно — Січиньяно-дельї-Альбурні — Козенца — Вілла-Сан-Джованні … Мессіна — Катанія — Сіракуза — Джела
- E 55 — 2920 км: Гельсинґборґ … Гельсинґер — Копенгаген — Кеґе — Вордінґборґ — Фаре — Нюкебінґ Фальстер — Ґедсер … Росток — Берлін — Люббенау — Дрезден — Тепліце — Прага — Табор — Лінц — Зальцбург — Філлах — Тарвізіо — Удіне — Пальманова — Местре — Равенна — Чезена — Ріміні — Фано — Анкона — Пескара — Каноза-ді-Пулья — Барі — Бриндізі … Ігумениця — Превеза — Андіріон — Патри — Піргос — Каламата (Дивись також E 04)
- E 65 — 3800 км: Мальме — Істад … Свіноуйсьце — Волін — Голенюв — Щецін — Гожув-Великопольський — Свебодзін — Зелена Гура — Легниця — Єленя-Ґура — Гаррахів — Железни Брод — Турнов — Млада-Болеслав — Прага — Їглава — Брно — Братислава — Райка — Чорна — Сомбатгей — Залаегерсег — Надьканіжа — Летеньє — Загреб — Карловац — Рієка — Спліт — Дубровник — Петровац — Подгориця — Бієло-Полє — Приштина — Скоп'є — Кичево — Охрид — Бітола — Нікі — Веві — Козані — Лариса — Домокос — Ламія — Браллос — Ітеа — Андіріон … Ріо — Ейон — Коринф — Триполі — Каламата … Кіссамос — Ханья
- E 75 — 4340 км: Варде — Вадсе — Варангерботн — Утсйокі — Інарі — Івало — Соданкюля — Рованіємі — Кемі — Оулу — Ювяскюля — Гейнола — Лахті — Гельсінкі … Гданськ — Свецє — Лодзь — Пйотркув-Трибунальський — Катовиці — Жиліна — Братислава — Дьєр — Будапешт — Сегед — Суботиця — Новий Сад — Белград — Ніш — Куманово — Скоп'є — Велес — Ґевґелія — Евзоні — Салоніки — Катеріні — Лариса — Ламія — Афіни … Ханья — Іракліон — Айос-Ніколаос — Сітія
- E 85 — 2300 км: Клайпеда — Каунас — Вільнюс — Ліда — Слонім — Кобрин — Дубно — Тернопіль — Чернівці —Серет — Сучава — Роман — Урзічень — Бухарест — Джурджу — Русе — Бяла — Веліко-Тирново — Стара Загора — Хасково — Свіленґрад — Орменіо — Кастаніс — Дідімотіха — Александруполіс
- E 95 — 1790 км: Санкт-Петербург — Псков — Гомель — Київ — Одеса … Самсун — Мерзифон
- E 101 — 850 км: Москва — Калуга — Брянськ — Глухів — Київ
- E 105 — 3770 км: Кіркенес — Мурманськ — Петрозаводськ — Санкт-Петербург — Москва — Орел — Харків — Сімферополь — Алушта — Ялта
- E 115 — 1730 км: Ярославль — Москва — Воронеж — Новоросійськ
- E 117 — 1050 км: Мінеральні Води — Нальчик — Владикавказ — Тбілісі — Єреван — Горіс — Мегрі
- E 119 — 2630 км: Москва — Тамбов — Поворіно — Волгоград — Астрахань — Махачкала — Куба — Баку — Алят — Астара
- E 121 — 2700 км: Самара — Уральськ — Атирау — Бейнеу — Шетпе — Жетибай — Fetisovo — Гарабогаз — Туркменбаші — Сердар — кордон з Іраном.
- E 123 — 2840 км: Челябінськ — Кустанай — Єсіль — Державінськ — Аркалик — Жезказган — Кизилорда — Шимкент — Ташкент — Айні — Душанбе — Нижній Пяндж
- E 125 — 2600 км: Ішим — Астана — Караганда — Балхаш — Бурубайтал — Алмати — Бішкек — Нарин — Торугартський перевал
- E 127 — 1330 км: Омськ — Павлодар — Семей — Георгіївка — Майкапчагай

#### Проміжні дороги
- E 01 — 1460 км: Ларн — Белфаст — Дублін — Росслер … Ла-Корунья — Понтеведра — Валенса — Порту — Лісабон — Албуфейра — Каштру-Марин — Уельва — Севілья
- E 03 — 470 км: Шербур-Октевіль — Ла-Рошель
- E 07 — 250 км: По — Хака — Сарагоса
- E 09 — 967 км: Орлеан — Тулуза — Барселона
- E 11 — 540 км: В'єрзон — Монлюсон — Клермон-Ферран — Монпельє
- E 13 — 230 km (144 miles): Донкастер — Шеффілд — Ноттінгем — Лестер — Нортгемптон — Лондон
- E 17 — 670 км: Антверпен — Бон
- E 19 — 520 км: Амстердам — Брюссель — Париж
- E 21 — 540 км: Мец — Женева
- E 23 — 390 км: Мец — Лозанна
- E 27 — 350 км: Бельфор — Берн — Мартіньї — Аоста
- E 29 — 290 км: Кельн — Саргемін — E 25 (до Страсбур)
- E 31 — 520 км: Роттердам — Людвігсгафен-на-Рейні
- E 33 — 100 км: Парма — Спеція
- E 37 — 290 км: Бремен — Кельн
- E 39 — 1330 км: Кельн — Оркангер — Виньеєра — Халса — Стреумснес — Крифаст — Батнфьордсера — Молде … Вестнес — Шодьє — Олесунн — Вольда — Нордфьордейд … Сандане — Ферде — Лавік … Інстеферд — Кнарвік — Берген — Ос … Стодь — Свейо — Аксдаль — Бокн … Реннесеу — Рандаберг — Ставангер — Саннес — Хеллеланд — Флеккеферд — Люнгдал — Мандал — Крістіансанн … Гиртсгальс — Йоррінґ — Нерресуннбю — Ольборґ
- E 41 — 760 км: Дортмунд — Ветцлар — Ашаффенбург — Вюрцбург — Штутгарт — Шаффгаузен — Вінтертур — Цюрих — Альтдорф
- E 43 — 510 км: Вюрцбург — Ульм — Ліндау — Брегенц — Санкт-Маргретен — Букс — Кур — Сан-Бернардіно — Беллінцона
- E 47 — 290 км: Хельсінґборґ … Гельсінґер — Копенгаген — Кеґе — Вордінґборґ — Фаре — Редбюгавн … Путтґарден — Ольденбурґ-ін-Гольштейн — Любек (Далі дивіться E 06.)
- E 49 — 740 км: Магдебург — Галле — Плауен — Шенберґ — Войтанов — Хеб — Карлові Вари — Пльзень — Чеські Будейовиці — Галамки — Відень
- E 51 — 410 км: Берлін — Лейпциг — Ґера — Хіршберґ — Гоф — Байройт — Нюрнберг
- E 53 — 270 км: Пльзень — Баєриш-Айзенштайн — Деґґендорф — Мюнхен
- E 57 — 380 км: Заттледт — Ліцен — Санкт-Міхаель — Грац — Марибор — Любляна
- E 59 — 660 км: Прага — Їглава — Відень — Грац — Шпільфельд — Марибор — Загреб
- E 61 — 240 км: Філлах — Караванкенський тунель — Накло-над-Нотецем — Любляна — Трієст — Рієка
- E 63 — 1110 км: Соданкюля — Кеміярві — Куусамо — Каяані — Іісалмі — Куопіо — Ювяскюля — Тампере — Турку
- E 67 — 1630 км: Гельсінкі … Таллінн — Рига — Каунас — Варшава — Пйотркув-Трибунальський — Вроцлав — Клодзко — Кудова-Здруй — Наход — Градець-Кралове — Прага; також відомий, як Віа Балтика
- E 69 — 130 км: Нордкап — Ольдерфьйорд
- E 71 — 970 км: Кошиці — Мішкольц — Будапешт — Балатоналіга — Надьканіжа — Загреб — Карловац — Книн — Спліт
- E 73 — 710 км: Будапешт — Сексард — Могач — Осієк — Джяково — Шамац — Зеніца — Мостар — Метковіч
- E 77 — 1690 км: Псков — Рига — Шяуляй — Талпакі — Калінінград … Гданськ — Ельблонг — Варшава — Радом — Краків — Трстена — Ружомберок — Зволен — Будапешт
- E 79 — 1160 км: Мішкольц — Дебрецен — Береттьвуйфолу — Орадя — Беюш — Дева — Петрошань — Тирґу-Жіу — Крайова — Калафат … Відін — Враца — Ботевґрад — Софія — Благоєвград — Серрес — Салоніки
- E 81 — 990 км: Мукачеве — Халмеу — Сату-Маре — Залеу — Клуж-Напока — Турда — Себеш — Сібіу — Пітешть — Бухарест — Констанца
- E 83 — 250 км: Бяла — Плевен — Ябланиця — Ботевґрад — Софія
- E 87 — 2030 км: Одеса — Ізмаїл — Рені — Галац — Тульча — Констанца — Варна — Бургас — Малко-Тирново — Дерекей — Киркларелі — Бабаескі — Хавса — Кешан — Геліболу — Айвалик — Ізмір — Сельчук — Айдин — Денізлі — Аджипаям — Коркутелі — Анталія
- E 89 — 130 км: Гереде — Кизилджахамам — Анкара
- E 91 — 170 км: Русахінілі — Іскендерун — Антакья — Яйладаги — Сирія
- E 97 — 1150 км: Херсон — Джанкой — Новоросійськ — Сочі — Сухумі — Поті — (ланка) — Трабзон — Гюмюшхане — Аскале
- E 99 — Шанлиурфа — Діярбакир — Бітліс — Догубаязіт — Игдир — Ділуджу — Садарак

## Шляхи класу В
- E 134 — Гауґесунн — Одда — Хеукелі — Сельйорд — Конгсберг — Драммен
- E 136 — Олесунн — Тресферд — Олдалснес — Думбос
- E 201 — Корк — Порт-Ліше
- E 231 — Амстердам — Амерсфорт
- E 232 — Амерсфорт — Хоогевеен — Гронінген
- E 233 — Хоогевеен — Хазелюнне — Клоппенбурґ
- E 234 — Куксгафен — Бремергафен — Бремен — Вальсроде
- E 251 — Засніц — Штральзунд — Нойбранденбурзі — Берлін
- E 261 — Свецє — Познань — Вроцлав
- E 262 — Каунас — Укмерге — Даугавпілс — Резекне — Острів
- E 263 — Таллінн — Тарту — Виру — Лухамаа
- E 264 — Йихві — Тарту — Валга — Валка — Валміера — Інчукалнс
- E 271 — Мінськ — Бобруйськ — Гомель (раніше починався Клайпеда — Каунас — Вільнюс)
- E 272 — Клайпеда — Паланга — Шяуляй — Панявежис — Укмерге — Вільнюс
- E 311 — Бреда — Горінхем — Утрехт
- E 312 — Вліссінген — Бреда — Ейндговен
- E 313 — Антверпен — Льєж
- E 314 — Льовен — Хасселт — Херлен — Аахен
- E 331 — Дортмунд — Кассель
- E 371 — Радом — Ряшів — Барвінок — Вишні-Комарник — Свидник — Пряшів
- E 372 — Варшава — Люблін — Львів
- E 373 — Люблін — Ковель — Рівне — Київ
- E 381 — закритий
- E 391 — Тросна — Глухів
- E 401 — Сен-Бріє — Кан
- E 402 — Кале — Руан — Ле-Ман
- E 661 — Балатонкерештур[en] — Зениця